# White Dwarf
White Dwarf è una rivista pubblicata dalla britannica Games Workshop. Inizialmente dedicata a una varietà di giochi di ruolo e da tavolo, ora è dedicata esclusivamente ai wargame tridimensionali editi dalla Games Workshop, principalmente Warhammer 40.000, Warhammer Fantasy Battle e Il Signore degli Anelli - Gioco di battaglie strategiche.
La rivista è edita anche in Italia.

## Storia
Steve Jackson e Ian Livingstone pubblicarono inizialmente un notiziario intitolato Owl and Weasel che pubblicò venticinque numeri dal febbraio 1975 prima di evolversi in White Dwarf.
Programmato originariamente per il maggio/giugno 1977 ma pubblicato con un mese di ritardo, con una periodicità bimensile e una tiratura iniziale di 4 000 copie, White Dwarf continuò le tematiche di fantasy e fantascienza iniziate in Owl and Weasel, ma grazie al maggior spazio disponibile iniziò a pubblicare recensioni, articoli e scenari con una profondità maggiore di quella che era stata possibile in precedenza.
La rivista ebbe un'enorme influenza negli anni ottanta, quando aiutò la diffusione dei giochi di ruolo nel Regno Unito. Includeva materiale per tutti e tre i principali giochi di ruolo dell'epoca, Advanced Dungeons & Dragons, Runequest e Traveller. Per un certo periodo pubblicò anche materiali per i giochi di ruolo statunitensi di cui la Games Workshop aveva la licenza di pubblicazione nel Regno Unito, in competizione diretta con la pubblicazione Imagine della TSR e diversi altre riviste di fantascienza e fantasy britanniche e importate.
Oltre a ciò una generazione di scrittori si formò nei suoi uffici e passò ad altri progetti riguardanti i giochi di ruolo nella decade successiva, come per esempio Phil Masters e Marcus L. Rowland. Un'enorme attrattiva della rivista era la pubblicazione di miniscenari di gioco, che si potevano completare una singola nottata di gioco, piuttosto che le megamaratone tipiche delle campagne vendute nei negozi. Questo era spesso interessanti singoli problemi per dei personaggi da risolvere, che potevano essere inseriti in una campagna esistente o usati da soli giusto per una serata ed erano facilmente utilizzabili da chi era familiare con le regole dei giochi di ruolo.
In questo periodo la rivista includeva molte colonne regolari, come la striscia a fumetti Thrud the Barbarian, la colonna di recensioni librarie "Critical Mass" tenuta da David Langforde conteneva sempre cameo e scenari completi per una vasta selezione dei giochi più popolari dell'epoca, scritti in uno stile informale.
Comunque a metà degli anni ottanta la rivista cambiò da periodico generale dedicato a tutti gli aspetti ed editori della nicchia del gioco di ruolo e da tavolo per concentrarsi esclusivamente sui prodotti e pubblicazioni della Games Workshop. L'ultimo articolo dedicato a Dungeons & Dragons comparve nel numero 93, con il cambiamento completato in maniera piuttosto brusca e ovvia con il numero 100. A questo riguardo assunse alcuni aspetti del Citadel Journal, una rivista irregolare che supportava il gioco Warhammer Fantasy Battle. La rivista era sempre stata un condotto per nuove regole e idee per i giochi della Games Workshop, così come un posto per mostrare i nuovi sviluppi. Spesso includeva scenari, campagne, notizie e foto di miniature pubblicate di recente e suggerimenti su come preparare il campo di gioco o convertire miniature.
Oggi la rivista è focalizzata esclusivamente sui wargame tridimensionali e copre completamente i modelli, miniature e prodotti collegati della Games Workshop e da un lungo periodo ha come sottotitolo "Games Workshop's monthly gaming supplement & Citadel miniatures catalogue". Vengono proposte nuove regole, esempi di gioco, masterclass di pittura (ovvero spiegazioni per esperti su come dipingere miniature) e vengono anticipate le novità dei giochi sopracitati della Games Workshop, a cui si aggiungono Epic Armageddon e Warhammer Apocalisse. Spesso vi sono allegate miniature o altri gadget.
A partire da febbraio 2014 la rivista subisce un'alterazione drastica, viene realizzata in sole 4 lingue (inglese, francese, tedesco e giapponese) e diventa una rivista settimanale, incentrata sulle miniature che usciranno in concomitanza col numero della settimana successiva. Ad essa è affiancata il mensile Warhammer Visions, rivista/catalogo composta per la maggior parte da gallerie fotografiche dei modelli usciti il mese precedente.
Da settembre 2016 ritorna in edizione mensile.

## Curatori editoriali
I curatori editoriali di White Dwarf sono stati:
- Ian Livingstone: Numeri 1 (giugno/luglio 1977) - 74 (febbraio 1986)
- Ian Marsh: numeri 75 (marzo 1986) - 77 (maggio 1986)
- Paul Cockburn: numero 78 (giugno 1986; la pagina del contenuto indica erroneamente "April 1986") - 83 (novembre 1986)
- Mike Brunton: numeri 84 (dicembre 1986) - 93 (settembre 1987)
- Sean Masterson: numeri 94 (ottobre 1987) - 107 (novembre 1988)
- Phil Gallagher: numero 109 (gennaio 1989; non viene accreditato alcun curatore editoriale nel numero 108) - 116 (agosto 1989)
- Simon Forrest: numeri 117 (settembre 1989) - 139 (luglio 1991)
- Robin Dews: numeri 140 (agosto 1991) - 189 (settembre 1995); il terzo come durata
- Jake Thornton: numeri 190 (ottobre 1995) - 214 (ottobre 1997); la sezione sulle carte nella rivista compare e scompare
- Paul Sawyer: numeri 215 (dicembre 1997) - 301 (gennaio 2005); occasionalmente chiamato "Fat Bloke"
- Andy Stewart: numeri 302 (febbraio 2005) - 310 (ottobre 2005)
- Guy Haley: numeri 311 (novembre 2005) - 330 (settembre 2007)
- Mark Latham: numeri 331 (luglio 2007) - 365 (maggio 2010)
- Andrew Kenrick: numeri 366 (giugno 2010) - 393 (settembre 2012)
- Jes Bickham: numeri 394 (ottobre 2012) - presente